# Bombardeo de Maguncia
Los bombardeos de Maguncia se refiere a los ataques aéreos sobre la ciudad de Maguncia durante la Segunda Guerra Mundial, llevados a cabo por la Real Fuerza Aérea británica (RAF) y las Fuerzas Aéreas del Ejército de los Estados Unidos (USAAF). El ataque más letal lo llevó a cabo la Real Fuerza Aérea, durante el día 27 de febrero de 1945, dejando 1209 víctimas mortales. Tras la guerra, se dejaron sin restaurar las ruinas de la iglesia de San Cristóbal como memorial de las víctimas de la guerra y la violencia.

## Interés estratégico y objetivos

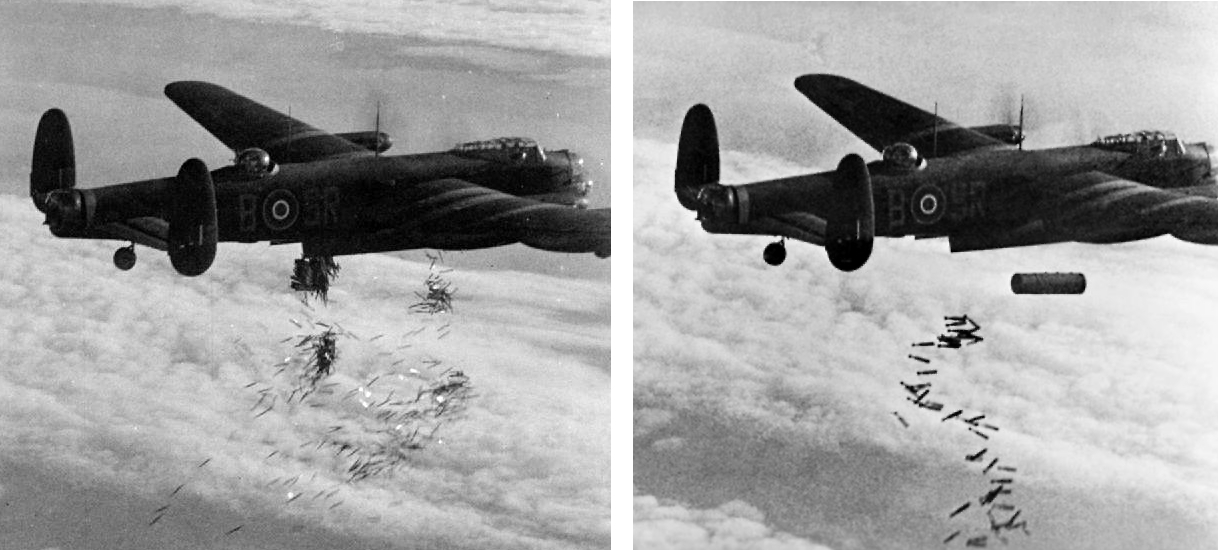
Lancaster de la RAF en pleno bombardeo

Maguncia, como capital de la parte Rheinhessen de Estado Popular de Hesse tenía al principio de la guerra 158 000 habitantes; al final de ésta sobrevivieron 40 000. La guarnición de la ciudad era una división de infantería y un regimiento de Artillería antiaérea (Flakregiment 189 como Flakgruppe Mainz-Wiesbaden parte de la 21. Flak-Division).
Como importante centro de transporte con las líneas de ferrocarril, un nodo importante de la red ferroviaria y dos puertos de navegación en el interior del frente occidental cerca de la ciudad llamó la atención de los planificadores militares.

## Bombardeos

### Información general sobre los ataques aéreos más en la región de Maguncia
- Distrito Centro (Maguncia) (11/12 y 12/13 de agosto de 1942)
- Bischofsheim (Mainspitze)  (9 de septiembre de 1942, otoño 1944, 13 y 27. enero de 1945, 27 de febrero de 1945)
- Ginsheim (23/24 de abril de 1944)
- Gonsenheim (Cuartel Kathen: 19 de octubre de 1944)
- Gustavsburg (en particular, 9, 15 de septiembre de 1944 y 27 de febrero de 1945)
- Kastel (en particular 8 de septiembre de 1944)
- Kostheim (otoño 1944)
- Mombach y Neustadt (11/12 y 12/13 de agosto de 1942, 20 de diciembre de 1943, otoño 1944, 1 de febrero y 27 de febrero de 1945)
- Weisenau (en particular 19 de octubre de 1944, 1 de febrero y 27 de febrero de 1945)

### Primeros bombardeos, 1939 y 1941
El 13 de septiembre de 1941 fuerzas de la RAF bombardearon la estación central de Maguncia. 22 hombres murieron en el ataque realmente aplicable Fráncfort del Meno.

### 1942 y 1943
Hasta agosto de 1942 había solo 11 ataques de menor importancia. En agosto de 1942, 158 bombarderos británicos despegaron de Inglaterra para un gran ataque en Maguncia por la Area Bombing Directive (Directiva nueva área de tiro). La noche siguiente, lanzaron bombas de alrededor de 580 toneladas, incluidas algunas bombas de fósforo blanco muy peligrosas. A la noche siguiente los bombarderos volaron 133 otro ataque. Una vez más, alrededor de 180 toneladas de bombas fueron lanzadas. Las bombas cayeron sobre todo la Distrito de Ciutat Vella y la catedral de Maguncia, sino también partes de la ciudad y Mombach se quemó. La iglesia de San Esteban en el Barrio Alto de Maguncia fue gravemente dañado, la iglesia de San Juan fue incendiada por completo. Cientos de personas murieron en las llamas. Sin embargo se mantuvo incluso en los barrios habitables del centro. El 9 de septiembre de 1942 los bombarderos aliados bombardearon la casa del obispo. En 1943 solo el 20 diciembre un ataque volaron sobre la ciudad.

### 1944
Durante el año de 1944 se dio una escalada en la intensidad de la guerra. Un pequeño bombardeo británico en la noche del 23 de a 24 de abril ocasionó incendios en partes de Ginsheim, donde se incendió la Iglesia Luterana. En otoño, se masificaron los ataques dirigidos a la ciudad. El 8 de septiembre Kastel fue duramente golpeada y el 8 y 15 de septiembre lo fue también Gustavsburg. El 8 de septiembre partes de Maguncia-Kostheim y el 19 octubre Maguncia-Weisenau fueron bombardeadas. El mismo día, el cuartel Kathen à Gonsenheim fue destruido por las bombas y el fuego. Durante ese otoño hubo constantes alarmas de bombardeo debido a vuelos transitorios de esa clase de aparatos sobre el área de la ciudad.
El 18 de diciembre de 1944, las instalaciones ferroviarias de Maguncia fueron objetivo de ataque. De acuerdo con los informes compartidos por las Fuerzas Aéreas del Ejército de los Estados Unidos, 157 tetramotores bombarderos B-17 de la Octava Fuerzas estadounidense, entre las 13:45 y las 13:59, lanzaron un total de 430,7 toneladas de bombas en varias oleadas desde unos 8000 m de altitud, matando a 89 personas.

### Enero 1945
Entre el 13 y el 27 enero los ferrocarriles estacionados en las estaciones ferroviarias de clasificación Bischofsheim y Gustavsburg fueron bombardeados por 8 bombarderos estadounidenses. Para el 1 febrero estaba planeado un gran ataque aéreo británico en Maguncia, pero éste cayó en saco roto, puesto que la mayoría de las bombas cayeron en el Großberg en Weisenau.

## 27 de febrero de 1945 - el día negro

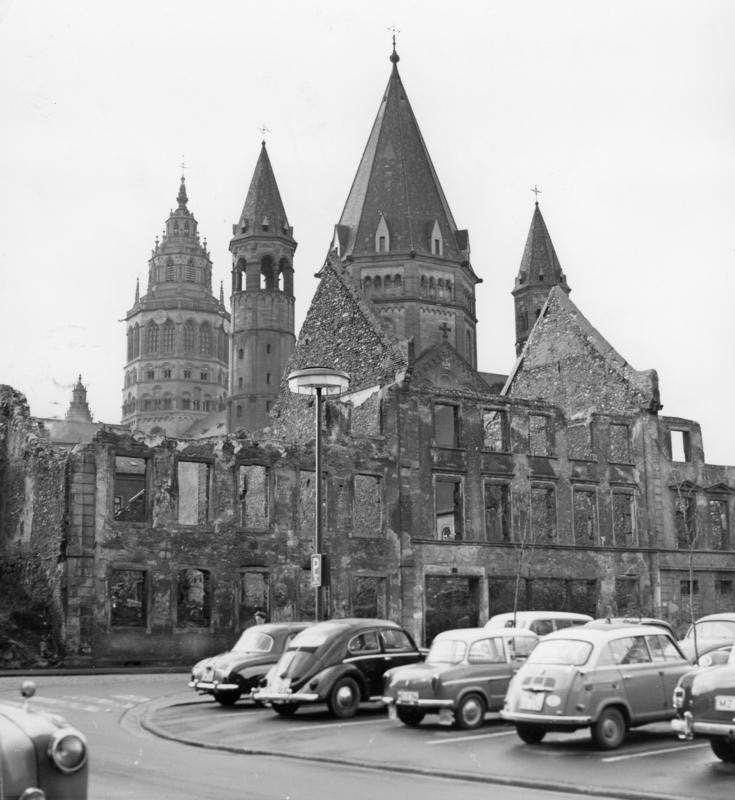
La catedral de Maguncia en 1961

El 27 de febrero de 1945, 435 bombarderos de la Royal Air Force británica volaron para atacar la ciudad. Entre las 16:29 y 16:45 horas 1.500 toneladas de bombas fueron lanzadas. Las bombas afectaron a grandes zonas de la Ciudad Nueva (Maguncia-Neustadt). Una tormenta ígnea fuerte se extendió sobre un área grande. También Weisenau, Gustavsburg y Bischofsheim fueron duramente golpeadas. El número de muertos fue de 1,209, relativamente bajo en comparación con otras ciudades. Algunos de ellos fueron enterrados en el cementerio bosque de Mombach. El objetivo principal, las instalaciones ferroviarias, no sufrió daños. Tres días después del ataque fueron capaces de correr los trenes de nuevo.

### La invasión de los norteamericanos y la ocupación francesa
El 22 de marzo de 1945 terminó la guerra en Maguncia: el 80 por ciento de la ciudad estaba destruida. Las unidades alemanas de la Wehrmacht y las Volkssturm que estaban en Maguncia se retiraron a través del Rin o se rindieron sin luchar ante el III Ejército estadounidense al mando del general George Patton. Maguncia se mantuvo hasta julio de 1945 bajo la administración estadounidense; después fue puesta bajo administración francesa. La comunidad judía floreciente que existía en Maguncia antes del ascenso nazi al poder fue aniquilada: De los 3.000 miembros que la componían antes de 1933, quedaban solamente 59 en 1945.